# Bol (Split-Dalmatie)
Pour les articles homonymes, voir Bol.
Bol (en italien, Vallo della Brazza) est un village et une municipalité située sur l'ile de Brač, dans le comitat de Split-Dalmatie, en Croatie. Au recensement de 2022, la municipalité comptait 1687 habitants et le village seul comptait 1 647 habitants en 2001.
Le maire actuel du village est Katarina Marčić.

## Histoire
De nombreux sites archéologiques et monuments témoignent de l’histoire riche de Bol qui tire son origine de l’antiquité. Ce sont des retenues d’eau romains, des monuments et des reliefs tumulaires, des sarcophages de christianisme, l’église romanique de st. Jean et de st. Tudor de XIe siècle, la résidence d’évêque de XIIe siècle, l’église Notre Dame de Grace de XVe siècle, une villa gothique établie en XVe siècle, un palais baroque de XVIIe siècle avec une exposition de l’art moderne croate ‘Branislav Dešković’ et l’église paroissiale Notre Dame de Carmel de XVIIIe siècle.
La création de la communauté dominicaine en 1462 ainsi que la construction du monastère en 1475 sont particulièrement importants pour la vie culturelle et spirituelle de Bol. Dans le monastère, on a préservé des collections préhistoriques et antiques de l’archéologie maritime, un recueil de l’architecture romaine, un recueil numismatique et des objets de l’église. Le musée possède un tableau de Notre-Dame avec Enfant et saints, le travail d’un peintre vénitien Tintoretto de 1563.
De plus, Bol est connu pour sa plage nommée Zlatni rat (Corne d’Or)[réf. nécessaire], l’une des plus grandes plages et plus belles attractions de l’Adriatique. Comme une petite langue, elle s’étend sur près d’un demi-kilomètre dans la mer bleu clair. Elle « se développe » avec la formation et la sédimentation de petits cailloux graveleux autour du récif sous-marin. Zlatni rat (Corne d'Or) change de forme, essayant de se conformer aux volontés des vagues et des courants marins.

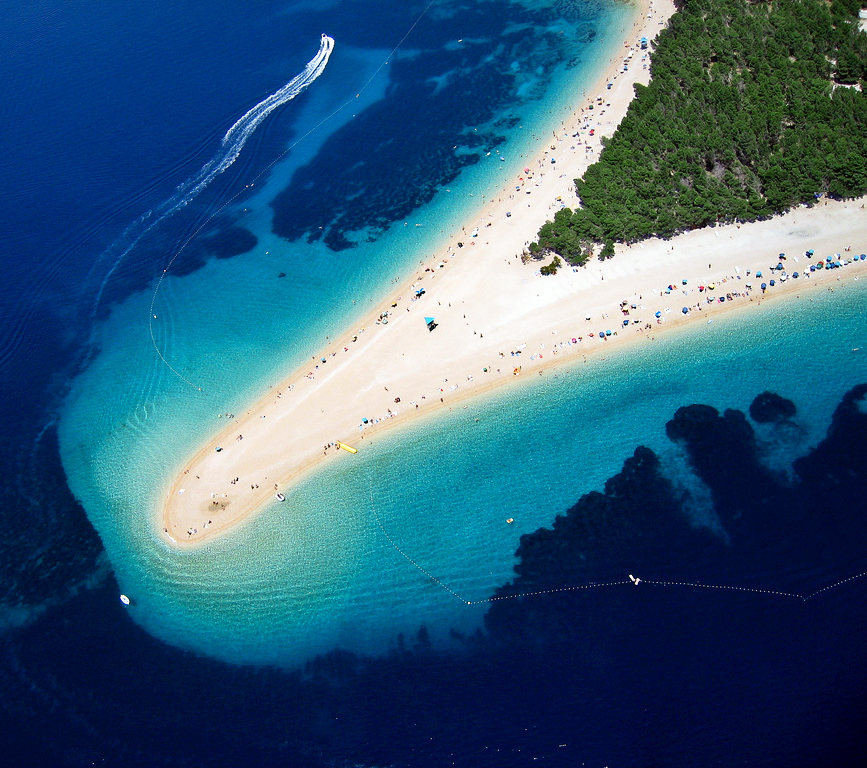
Zlatni Rat.

## Transports
Bol possède un aéroport, l'Aéroport de Brač (code AITA : BWK).
Bol possède également un port dans qui accueille régulièrement des bateaux faisant la liaison entre les différentes îles de la Dalmatie et le continent. Ce village accueille aussi de nombreux bateaux touristiques.

## Localités
La municipalité de Bol compte 2 localités : Bol et Murvica.